# Lendorf
Lendorf est une commune autrichienne du district de Spittal an der Drau en Carinthie.

## Géographie
La commune est située dans la large vallée de la Drave, près de la confluence de la Möll, au pied sud des Hohe Tauern. Elle se trouve immédiatement à l'ouest de la ville de Spittal an der Drau.
Lendorf se trouve près de l'autoroute A10 (Tauern Autobahn) qui passe à l'est et sur la route Bundesstraße B100 (Drautal Straße) à Lienz dans le Tyrol oriental.

## Histoire

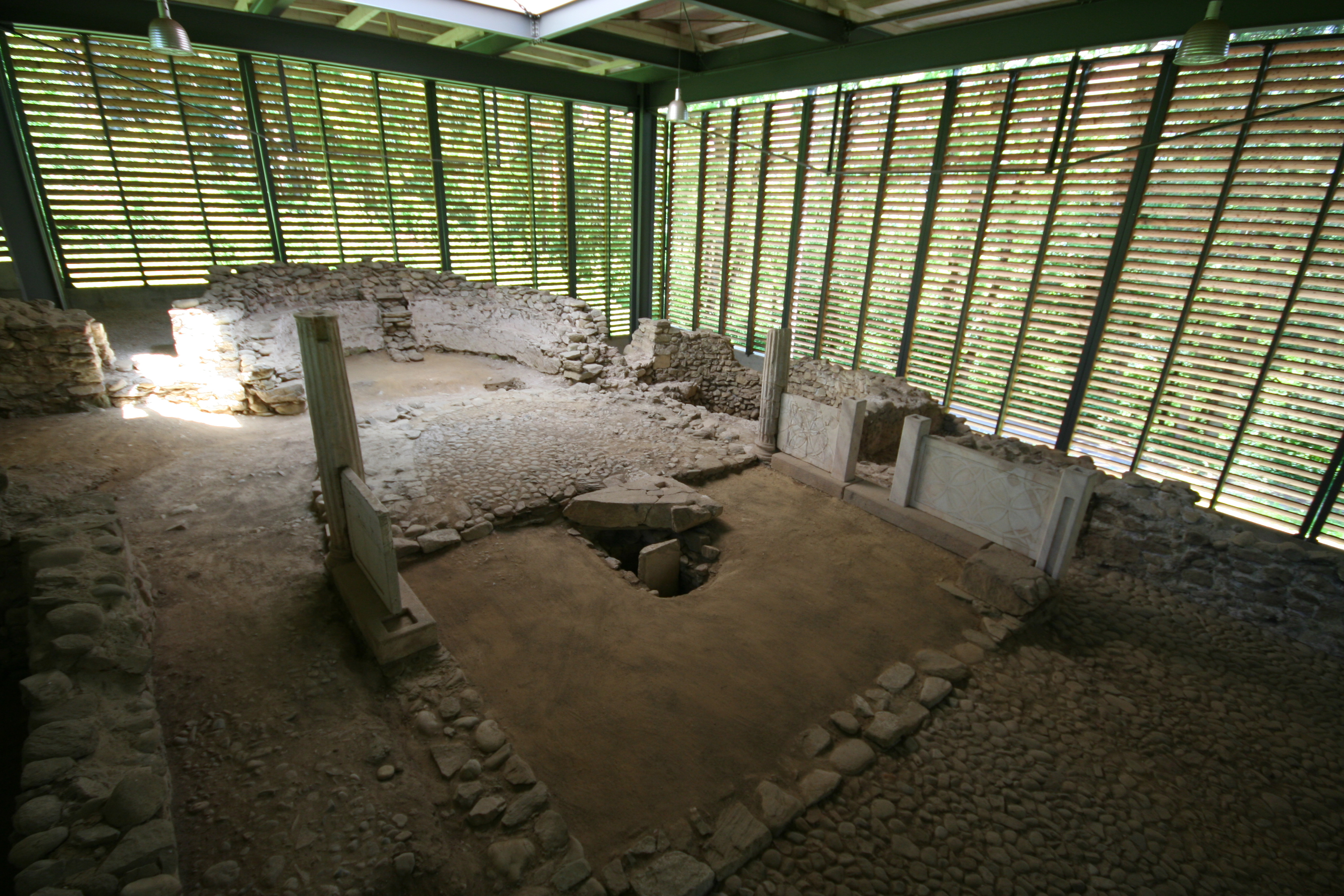
Les fondations de l'église épiscopale.

Les découvertes faites lors de fouilles attestent une fréquentation de la région à partir de l'âge du Bronze. Vers l'an 50 av. J.-C., aux temps de l'Empire romain, y est né le municipe de Teurnia (Tiburnia) qui à la fin de l'Antiquité est devenue la ville capitale de la province de Norique et le siège d'un évêque. Des fouilles ont été entreprises au début du XXe siècle et il est possible de visiter les lieux.
Le siège épiscopal s'est perdu pendant les grandes invasions. Au Moyen Âge central, une église paroissiale dediée à saint Pierre fut batie à sa place.